# Саксонски имперски окръг
Саксонският имперски окръг (на немски: Sächsische Reichskreis) е от първите шест имперските окръзи на Свещената Римска империя, образувани през 1500 г.
Образуван е през 1500 г. от немския крал и по-късен император Максимилиан I. През 1512 г. Саксонският импрески окръг се разделя на „Долносаксонски имперски окръг“ и „Горносаксонски имперски окръг“. По организаторски причини разделянето става едва през 1522 г.